# Kawamura Takahiro
Takahiro Kawamura (sinh ngày 4 tháng 10 năm 1979) là một cầu thủ bóng đá người Nhật Bản.

## Sự nghiệp câu lạc bộ
Takahiro Kawamura đã từng chơi cho Júbilo Iwata, Cerezo Osaka, Kawasaki Frontale và Tokyo Verdy.